# آن هيرن
آن هيرن (بالإنجليزية: Ann Hearn)‏ مواليد 27 يونيو 1953 في غرفين، جورجيا، الولايات المتحدة، هي ممثلة أمريكية.

## وصلات خارجية
- آن هيرن على موقع IMDb (الإنجليزية)
- آن هيرن على موقع ألو سيني (الفرنسية)
- آن هيرن على موقع أول موفي (الإنجليزية)
- آن هيرن على موقع قاعدة بيانات الأفلام السويدية (السويدية)
- آن هيرن على موقع قاعدة بيانات الفيلم (الإنجليزية)
- آن هيرن على موقع كينوبويسك (الروسية)